# Przylgowate
Przylgowate (Balitoridae) – rodzina małych, słodkowodnych ryb karpiokształtnych (Cypriniformes), blisko spokrewnionych z piskorzowatymi (Cobitidae). Obejmuje około 240 gatunków opisanych naukowo oraz wiele jeszcze nieopisanych (występują w trudno dostępnych regionach górskich). Nie mają większego znaczenia gospodarczego. Niektóre gatunki są rybami akwariowymi.

## Zasięg występowania
Górskie strumienie Europy i Azji.

## Cechy charakterystyczne
Ciało spłaszczone grzbietowo-brzusznie w przedniej części. Otwór gębowy w położeniu dolnym z minimum 3 parami wąsików. Jednorzędowe zęby gardłowe, brak żarna. Płetwy piersiowe i brzuszne w połączeniu z bezłuskim brzuchem tworzą przyssawkę, która umożliwia rybie przyczepianie się do kamieni. Długość ciała większości gatunków nie przekracza 10 cm. Przylgowate żywią się glonami zeskrobywanymi z kamieni.
Od przedstawicieli rodziny Nemacheilidae (do niedawna zaliczanych do Balitoridae) oraz od piskorzowatych (Cobitidae) odróżnia je budowa aparatu Webera.

## Klasyfikacja
Rodzaje zaliczane do tej rodziny:
Annamia — Balitora — Beaufortia — Bhavania — Cryptotora — Dienbienia — Erromyzon — Formosania — Gastromyzon — Glaniopsis — Homaloptera — Hemimyzon — Hypergastromyzon — Jinshaia — Katibasia — Lepturichthys — Liniparhomaloptera — Metahomaloptera — Neogastromyzon — Neohomaloptera — Paraprotomyzon — Parasewellia — Parhomaloptera — Plesiomyzon — Protomyzon — Pseudogastromyzon — Sewellia — Sinogastromyzon — Travancoria — Vanmanenia